# Ладний Юрій Анатолійович
Юрій Анатолійович Ладний (3 вересня 1975) — український дипломат. Надзвичайний та Повноважний Посол України.

## Біографія
Український кар'єрний дипломат, фахівець з державного і дипломатичного протоколу. 
Народився 3 вересня 1975 року в місті Києві. Має дві вищі освіти. У 1998 р. закінчив Інститут міжнародних відносин Київського національного університету імені Тараса Шевченка, магістр міжнародних відносин, референт-перекладач англійської мови. У 2016 р. з відзнакою вдруге закінчив згаданий інститут, магістр міжнародного права, спеціалізація - міжнародне приватне право.
З 1995 по 2006 рр. — працював на різних посадах в Міністерстві закордонних справ України та закордонних дипломатичних установах України: 
- аташе, третій секретар Прес-центру Управління інформації МЗС України, другий секретар Відділу США і Канади Управління Європи та Америки МЗС України; 
- другий секретар Посольства України в США. Відповідав за політичні питання двостороннього співробітництва, а також виконував обов'язки заступника Постійного спостерігача України при Організації американських держав, штаб-квартира якої знаходиться у м.Вашингтон;
- віце-консул Генерального консульства України у м.Нью-Йорк. Здійснював захист законних прав та інтересів громадян України, які тимчасово або постійно знаходяться на території США, а також контроль за українськими дітьми, усиновленими громадянами США, які проживали на території консульського округу;
- перший секретар Посольства України в Королівстві Данія.
Очолював службу протоколу голови українського уряду, згодом призначено керівником Головного управління Державного Протоколу та Церемоніалу Адміністрації Президента України.
Головною місією на цих посадах було гідне представлення на міжнародній арені нашої держави, інституту Президента України та голови уряду, забезпечення поваги як всередині країни, так і за кордоном до основних державних символів України - Державного Прапора, Державного Гербу і Державного Гімну України. Відповідав за підготовку української делегації на вищому рівні до участі у щорічних сесіях Генеральної Асамблеї ООН у м.Нью-Йорк, Ради Європи та ін. міжнародних організацій, за проведення в Україні масштабних міжнародних заходів, зокрема міжнародної конференція донорів зі збору коштів для завершення добудови саркофагу над Чорнобильською АЕС, а також за належну підготовку і організацію найвищих візитів в Україну міжнародних лідерів, керівників впливових світових організацій (ООН, НАТО, європейських інституцій), монархів та інших коронованих осіб. За вагомий особистий внесок у справу якісної підготовки та забезпечення високої результативності візитів іноземних лідерів в Україну, що призвело до пожвавлення двостороннього діалогу України з її міжнародними партнерами, нагороджений високими державними нагородами іноземних країн, зокрема Франції, Йорданії, Ізраїлю, Брунею, Монголії та ін. Значну увагу також  приділяв розробці сучасного церемоніалу України, реформі існуючої системи відомчих заохочувальних відзнак, упорядкуванню державних нагород України та правил їх носіння. 
Виконував обов'язки члена Оргкомітету з підготовки і відзначення 19-ї річниці незалежності України, Наглядової ради Дипломатичної академії України при Міністерстві закордонних справ України.
Від 2016 року - дійсний член Української асоціації зовнішньої політики. 
Викладав предмет «Дипломатичний протокол і етикет» слухачам Дипломатичної академії при МЗС України, періодично запрошується до Інституту міжнародних відносин КНУ ім. Т.Шевченка із лекціями на тему зовнішньої політики України та державного/дипломатичного протоколу, а також до Школи молодого українського дипломата.
Автор ряду публікацій в українських ЗМІ з питань, пов‘язаних з підготовкою і проведенням у 2019 р. інавгурації Президента В. Зеленського, а також з тематики сучасних тенденцій і перспектив зовнішньої політики України, зокрема "Як вдягатися, кого запрошувати і що робити, якщо впав солдат Почесної варти? Протоколіст Юрій Ладний про інавгурацію", "Багатьом дипломатам було соромно за зовнішній вигляд першої особи", "Таємниці інавгурації: нічні репетиції й підказки для нового президента", "Прообраз чесного і порядного президента Голобородька буде втілено у життя", "До інавгурації готовий", "Кадри вирішують все або чим запам'ятається дипломатам каденція міністра Клімкіна".

Автор 12 наукових статей в українських і закордонних фахових виданнях з тематики етнополітики України 1917-1921 років у рамках підготовки кандидатської дисертації: "Етнополітика в Україні 1917–1921 рр.: історико-етнологічний дискурс";
"Зв‘язки Михайла Грушевського з національними меншинами: перші кроки у формуванні української політичної нації в ХХ столітті"; "Етнополітика Української національної революції 1917–1921 рр.: методологічний аспект"; "Цивілізаційні виміри історії в творчості А. Тойнбі та сучасність (у співавторстві) /Цивілізаційні дискурси світової та української історіографії: моногр.; "Етнополітика в Україні 1917–1921 рр.: Історико-етнологічні дослідження"; "Етнополітика гетьмана Павла Скоропадського в історико-політологічних дискурсах (До 100-річчя Української Держави гетьмана Павла Скоропадського)"; "Етнополітика Української національної революції 1917–1921 рр. в історико-етнологічних дослідженнях (до 100-річчя Української національної революції)". Розділ в монографії . – Київ, Київ. Ун-т ім. Б. Грінченка, 2018; "Політика Центральної Ради у сфері міжнаціональних відносин на етапі мирного розвитку революції (березень–листопад 1917 р.): Історико-політологічні дискурси"; "Ethnic and national processes in Ukraine in 1918 (To the 100th anniversary of the Ukrainian State of Hetman Pavlo Skoropadsky)". Scientific Development and Achievements. Volume 3. London 2018; "Ethnopolitics of the Ukrainian State in historical and political science discourses", Studia Europejskie - Studies in European Affairs, Centre for Europe, University of Warsaw, 1/2019; "Національне питання в ідеології і практиці «білого руху» Півдня Росії (1919 – 1920 рр.), Науковий часопис «Київські історичні студії» Київського університету імені Бориса Гринченка, № 1 (8), 2019; "Українсько-російські відносини в історико-етнополітичному контексті національної революції 1917–1921 рр." (у співавторстві) / Сторінки історії. Збірник наукових праць Національного технічного університету України «Київський політехнічний інститут імені Ігоря Сікорського».

## Дипломатичний ранг
- Надзвичайний і Повноважний Посол (2010).[20]

## Див.
- Український дипломатичний корпус